# 게이요 도로

국도 14호선

국도 16호선

게이요 도로(일본어: 京葉道路, けいようどうろ)는 일본의 도로 명칭 가운데 하나이며 다음과 같은 도로로 구성된다.
- 국도 제14호선(도쿄도 스미다구 - 지바현 지바시 이나게구)
- 국도 제16호선(지바 현 지바 시 이나게 구 - 지바 현 지바 시 주오구)

지바 현 쪽에 속한 구간은 기본적으로 동일본 고속도로가 괸리하는 일반 유료 도로이다.

## 도로 정보
- 길이: 36.7 km(일반 유료 도로 구간)
- 최고 속도 제한: 시속 60 km(시노자키 나들목 ~ 아나가와 나들목), 시속 80 km(아나가와 나들목 ~ 소가 나들목)

## 일반 도로 구간
도쿄 도 쪽 구간에는 유료 도로 구간이 없다.

## 유료 도로 구간
| 나들목 번호                                 | 시설 이름                       | 일본어 이름                           | 거리 (km) | 접속 노선                       | 비교                            | 소재지            | 소재지            | 소재지            |
| ------------------------------------------- | ------------------------------- | ------------------------------------- | --------- | ------------------------------- | ------------------------------- | ----------------- | ----------------- | ----------------- |
| 수도 고속도로 7호선 고마쓰가와 선에 접속함. |                                 |                                       |           |                                 |                                 |                   |                   |                   |
| 1                                           | 시노자키 나들목                 | 篠崎インターチェンジ                  | 0.0       | 국도 제14호선(일반 도로 구간)   | 소가 방면만 출입구가 있음       | 도쿄도 에도가와구 | 도쿄도 에도가와구 | 도쿄도 에도가와구 |
| 1-1                                         | 게이요 분기점                   | 京葉ジャンクション                    | -         | 도쿄 외환 자동차도              | (설치 계획중)                   | 지바현            | 이치카와시        | 이치카와시        |
| 2                                           | 이치카와 나들목                 | 市川インターチェンジ                  | 4.1       | 지바현도 제6호선                |                                 | 지바현            | 이치카와시        | 이치카와시        |
| PA                                          | 오니타카 휴게소                 | 鬼高パーキングエリア                  | 4.7       | (휴게소)                        |                                 | 지바현            | 이치카와시        | 이치카와시        |
| 3                                           | 바라키 나들목                   | 原木インターチェンジ                  | 6.6       | 지바현도 제179호선              |                                 | 지바현            | 이치카와시        | 이치카와시        |
| 4                                           | 후나바시 나들목                 | 船橋インターチェンジ                  | 7.9       | 국도 제14호선                   | 도쿄 방면 출입구 지바 방면 입구 | 지바현            | 후나바시시        | 후나바시시        |
| TB                                          | 후나바시 요금소                 | 船橋本線料金所                        | (요금소)  |                                 |                                 | 지바현            | 후나바시시        | 후나바시시        |
| 5                                           | 하나와 나들목                   | 花輪インターチェンジ                  | 11.5      | 국도 제296호선 지바현도 제8호선 |                                 | 지바현            | 후나바시시        | 후나바시시        |
| 5                                           | 하나와 나들목                   | 花輪インターチェンジ                  | 11.5      | 국도 제296호선 지바현도 제8호선 | 나라시노시                      | 지바현            |                   |                   |
| 6                                           | 마쿠하리 나들목                 | 幕張インターチェンジ                  | 15.2      | 국도 제14호선(지바 가도)        |                                 | 지바현            |                   |                   |
| 6                                           | 마쿠하리 나들목                 | 幕張インターチェンジ                  | 15.2      | 국도 제14호선(지바 가도)        | 지바시                          | 지바현            | 하나미가와구      |                   |
| PA                                          | 마쿠하리 휴게소                 | 幕張パーキングエリア                  | 16.9      | (휴게소)                        | 지바시                          | 지바현            | 하나미가와구      |                   |
| 7                                           | 다케이시 나들목                 | 武石インターチェンジ                  | 17.8      | 지바현도 제17호선               | 지바시                          | 지바현            | 하나미가와구      |                   |
| (5) / TB                                    | 미야노기 분기점 지바니시 요금소 | 宮野木ジャンクション 千葉西本線料金所 | 21.3      | 히가시칸토 자동차도             | 지바시                          | 지바현            |                   | 이나게구          |
| 8                                           | 아나가와 나들목                 | 穴川インターチェンジ                  | 23.7      | 국도 제16호선 국도 제126호선    | 지바시                          | 지바현            |                   | 이나게구          |
| 9                                           | 가이즈카 나들목                 | 貝塚インターチェンジ                  | 27.3      | 국도 제16호선                   | 지바시                          | 지바현            | 도쿄 방면 출입구  | 이나게구          |
| TN                                          | 가이즈카 터널                   | 貝塚トンネル                          | -         | -                               | 지바시                          | 지바현            | 길이 190 m        | 와카바구          |
| 10                                          | 지바히가시 분기점               | 千葉東ジャンクション                  | 29.7      | 지바토카네 도로                 | 지바시                          | 지바현            |                   | 주오구            |
| 11                                          | 마쓰가오카 나들목               | 松ヶ丘インターチェンジ                | 31.0      | 국도 제16호선(지바 바이패스)    | 지바시                          |                   |                   | 주오구            |
| 12                                          | 소가 나들목                     | 蘇我インターチェンジ                  | 33.8      | 국도 제16호선(지바 바이패스)    | 지바시                          |                   |                   | 주오구            |
| 다테야마 자동차도에 접속함.                 |                                 |                                       |           |                                 |                                 |                   |                   |                   |

유료 도로이나 무료로 통행할 수 있는 구간도 있다.
- 시나자키 나들목 ~ 이치카와 나들목
- 마쿠하리 나들목 ~ 다케이시 나들목
- 하나와 나들목 ← 마쿠하리 나들목